# Mine de nickel du Cerro Matoso
La mine de nickel du Cerro Matoso est une mine de nickel située à Montelíbano, dans le département de Córdoba, au nord de la Colombie. Elle est la propriété de BHP Billiton.

## Historique
Les opérations d'extractions ont commencé en 1980 et la production de nickel débuta en 1982. La mine était alors la propriété conjointe du gouvernement colombien, de BHP Billiton et de Hanna Mining.
En 1989, BHP Billiton augmente sa part à 53 %, puis à 98,8 % en 1997.
En 1999, un projet d'extension est lancé pour doubler la capacité de production et cette deuxième ligne de production est opérationnelle en 2001.
En 2007, BHP Billiton est propriétaire de 99,4 % des parts. Les employés de la mine se partageant les 0,06 % restants.
Des désaccords entre la direction et le syndicat des travailleurs aboutissant à de fréquentes grèves ont engendré de lourdes pertes en 2008 : 41 800 tonnes de nickel produites soit 9 000 de moins qu'en 2007,.
La concession actuelle court jusqu'en 2012, date à laquelle elle peut être renouvelée pour 30 ans supplémentaires.

## Production
La mine de Cerro Matoso combine un dépôt de minerai de nickel latéritique et une fonderie de  ferro-nickel à bas coût. Ses réserves actuelles sont estimées à 42 ans de production mais BHP Billiton travaille sur des opportunités pour augmenter ce chiffre, notamment par l'ouverture d'une ou deux lignes de production supplémentaires.
Elle produit une moyenne de 52 000 tonnes de nickel par an, ce qui la place parmi les cinq premiers producteurs mondiaux de nickel,,.